# Easton (Missouri)
Pour les articles homonymes, voir Easton.
Easton est une ville du comté de Buchanan, dans le Missouri, aux États-Unis,. Située à l'est du comté, elle est incorporé en 1963.

## Démographie
Lors du recensement de 2010, la ville comptait une population de 234 habitants. Elle est estimée, en 2016, à 237 habitants.

## Source de la traduction
- (en) Cet article est partiellement ou en totalité issu de l’article de Wikipédia en anglais intitulé « Easton, Missouri » (voir la liste des auteurs).